# Svarthornbotnen
Der Svarthornbotnen (norwegisch für Schwarzhornkessel) ist ein großer Bergkessel im ostantarktischen Königin-Maud-Land. Im Wohlthatmassiv liegt er unmittelbar nordöstlich des Großen Schwarzhorns in der Mittleren Petermannkette.
Entdeckt und anhand von Luftaufnahmen kartiert wurde der Kessel bei der Deutschen Antarktischen Expedition (1938–1939) unter der Leitung Alfred Ritschers. Norwegische Kartographen, die ihn auch benannten, kartierten ihn anhand von Luftaufnahmen und Vermessungen der Dritten Norwegischen Antarktisexpedition (1956–1960).